# Laos op de Aziatische Indoorspelen
Laos is een van de landen die deelneemt aan de Aziatische Indoorspelen. Het land debuteerde in 2005. Laos is het land met de meeste medailles zonder dat daarbij een gouden medaille bij zit. Laos heeft bij de vorige Spelen vijf keer zilver en vijf keer brons gewonnen.

## Medailles en deelnames
| Laos op de Aziatische Indoorspelen |        |      |        |        |        |
| Rang                               | Editie | Gold | Silver | Bronze | Totaal |
| 18                                 | 2005   | 0    | 5      | 2      | 7      |
| 26                                 | 2007   | 0    | 0      | 3      | 3      |
| 13                                 | 2009   | 3    | 8      | 14     | 25     |
| 18                                 | Totaal | 3    | 13     | 19     | 35     |

Afghanistan · 
Bahrein · 
Bangladesh · 
Bhutan · 
Brunei · 
Cambodja · 
China · 
Chinees Taipei · 
Filipijnen · 
Hongkong · 
India · 
Indonesië · 
Irak · 
Iran · 
Japan · 
Jemen · 
Jordanië · 
Kazachstan · 
Kirgizië · 
Koeweit · 
Laos · 
Libanon · 
Macau · 
Malediven · 
Maleisië · 
Mongolië · 
Myanmar · 
Nepal · 
Noord-Korea · 
Oezbekistan · 
Oman · 
Oost‑Timor · 
Pakistan · 
Palestina · 
Qatar · 
Saoedi-Arabië · 
Singapore · 
Sri Lanka · 
Syrië · 
Tadzjikistan · 
Thailand · 
Turkmenistan · 
Verenigde Arabische Emiraten · 
Vietnam · 
Zuid-Korea